# 1967 في الأوروغواي
فيما يلي قوائم الأحداث التي وقعت خلال عام 1967 في الأوروغواي.

## سياسة

### تعيين في المنصب
- 1 مارس – أوسكار دييغو رئيس الأوروغواي.

### انتهاء فترة المنصب
- 14 فبراير – خورخي باتل Member of the Chamber of Representatives of Uruguay ‏.
- 28 فبراير – البرتو هيبر حاجب رئيس الأوروغواي.
- 6 ديسمبر – أوسكار دييغو رئيس الأوروغواي.

## رياضة
- 1 يناير – كأس أمريكا الجنوبية 1967

## مواليد

### مارس
- 4 أغسطس – مارسيلو فيليبيني لاعب كرة مضرب أوروغواياني.

### أغسطس
- 4 أغسطس – مارسيلو فيليبيني لاعب كرة مضرب أوروغواياني.

### نوفمبر
- 15 نوفمبر – غوس بويت

## وفيات

### أبريل
- 4 أبريل – هيكتور سكاروني (مواليد 1898) لاعب كرة قدم أوروغواياني.

### ديسمبر
- 6 ديسمبر – أوسكار دييغو (مواليد 1901) سياسي أوروغواياني.